# 选煤厂
选煤厂是指那些将煤炭从土壤和岩石中清洗出来的工廠，煤炭清洗出來後，工廠還會将其粉碎成块状物，堆放一段時間後装入铁路、驳船或船舶，並通過他們運往市場上出售。